# Chthamalus southwardi
Chthamalus southwardi is een zeepokkensoort uit de familie van de Chthamalidae. De wetenschappelijke naam van de soort werd voor het eerst geldig gepubliceerd in 2000 door Poltarukha.